# 奧布馬奇夫
51°22′33″N 32°49′0″E / 51.37583°N 32.81667°E
奧布馬奇夫（烏克蘭語：Обмачів），是烏克蘭北部的村莊，隸屬切爾尼希夫州的尼任區。該村始建於1636年，面積2.2平方公里，海拔高度121米，2006年人口1,021，人口密度每平方公里464.1人。